# Carex morrowii
Carex morrowii là một loài thực vật có hoa trong họ Cói. Loài này được Boott mô tả khoa học đầu tiên năm 1857.

## Hình ảnh

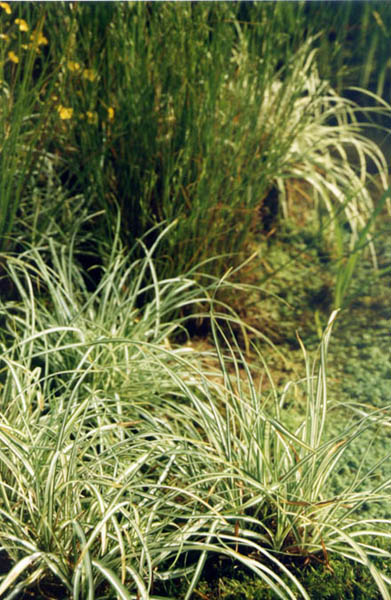
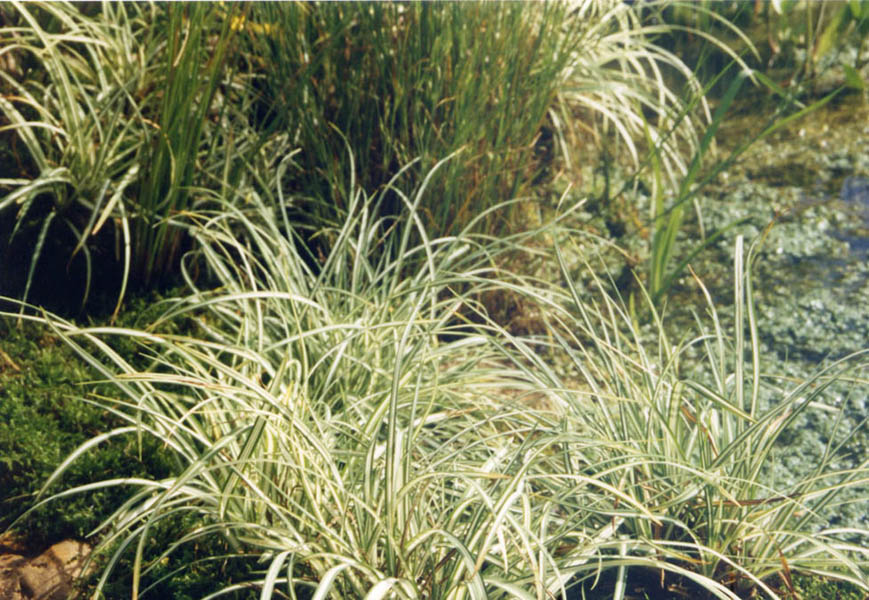
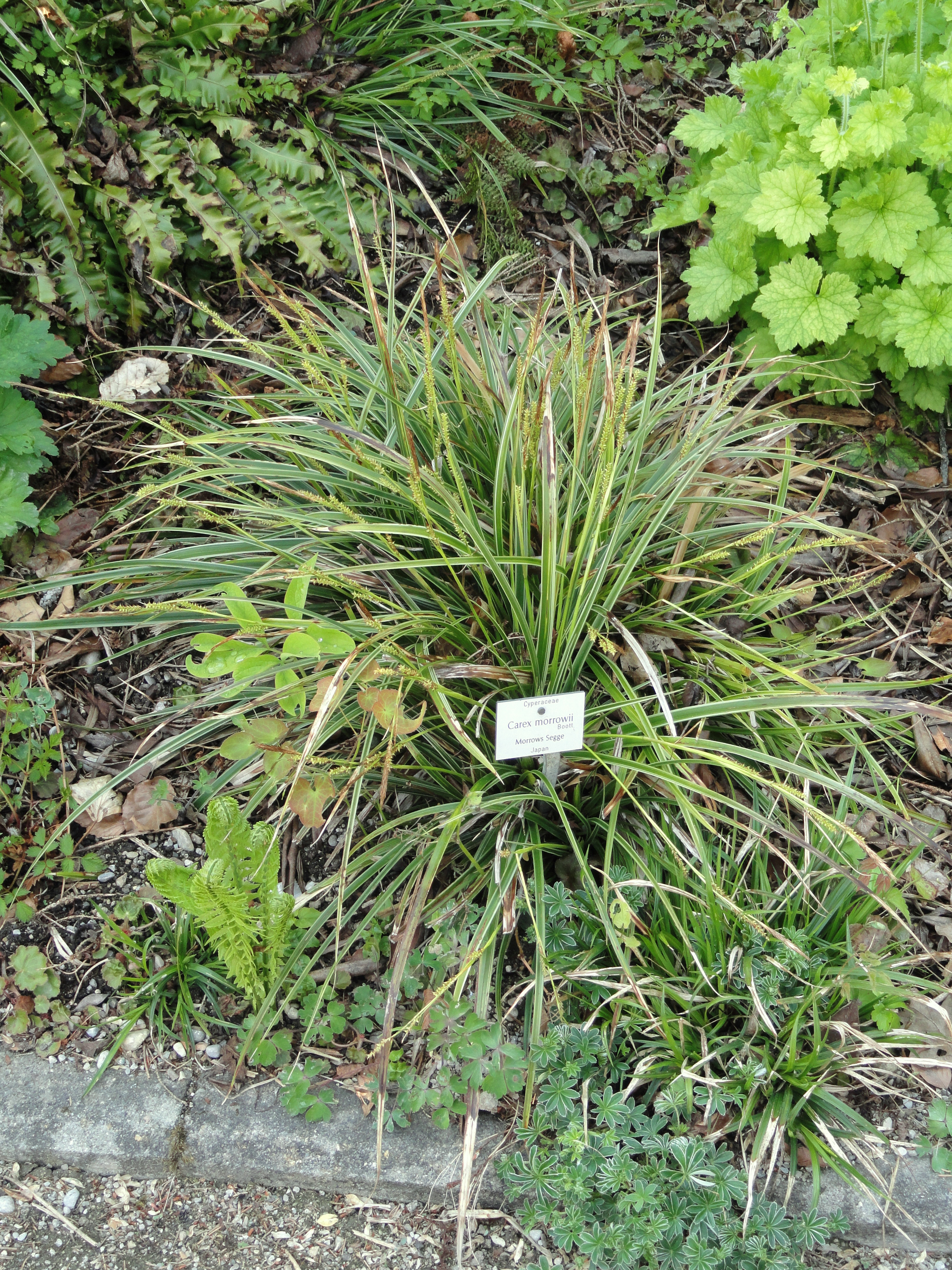
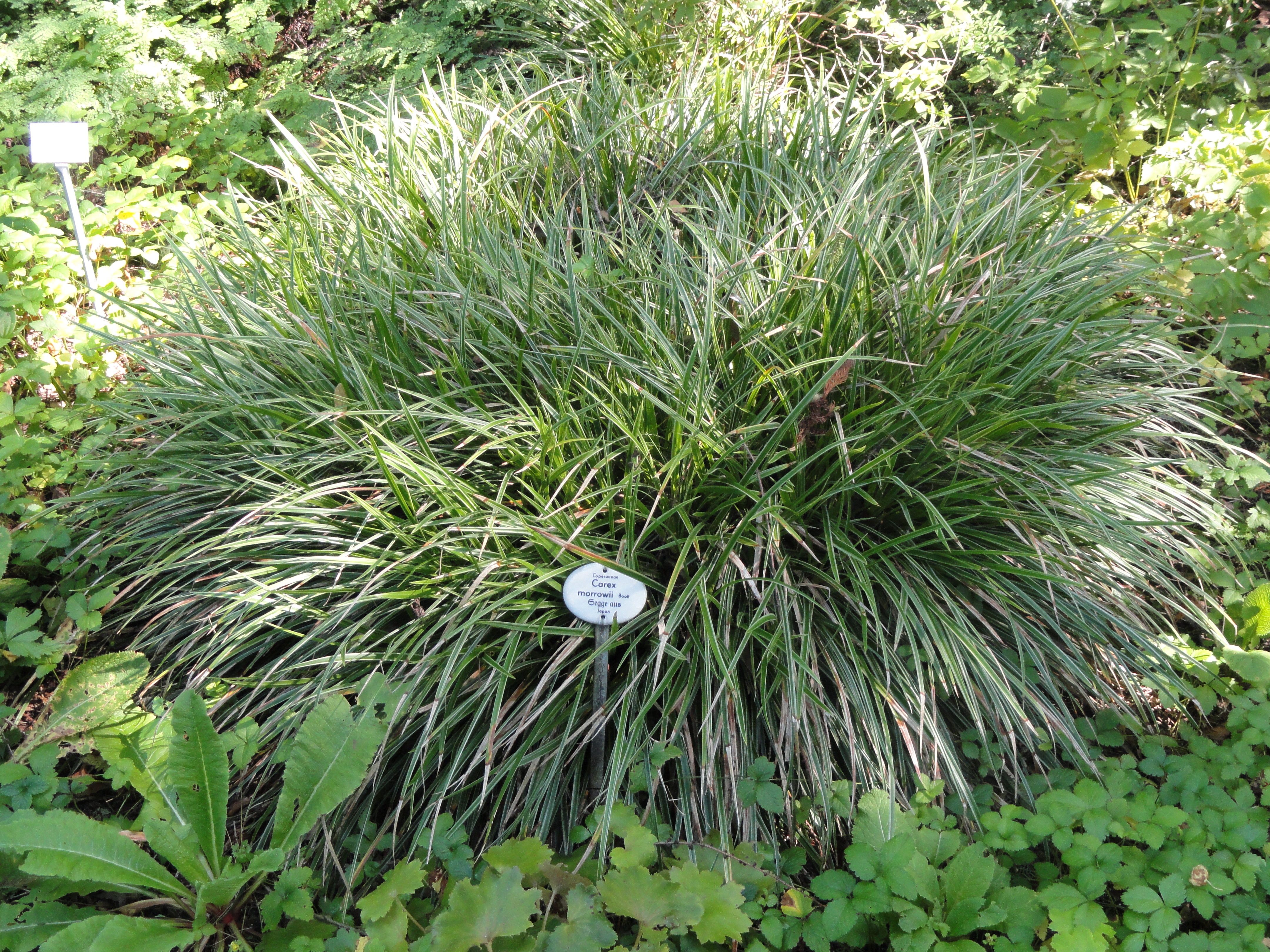